# Pseudo-philosophie
 (mai 2016).
Si vous disposez d'ouvrages ou d'articles de référence ou si vous connaissez des sites web de qualité traitant du thème abordé ici, merci de compléter l'article en donnant les références utiles à sa vérifiabilité et en les liant à la section « Notes et références ».
La pseudo-philosophie est une entreprise intellectuelle qui a des prétentions philosophiques sans être réellement philosophique. Le terme est généralement dépréciatif et son utilisation (ainsi que le terme « obscurantiste ») pour désigner telle ou telle théorie est controversé. 
Le terme, par ailleurs, peut parfois désigner des ouvrages de fiction reprenant les motifs ou thèmes de la philosophie, par exemple les ouvrages de Milan Kundera ou ceux de Bernard Werber.

## La pseudo-philosophie selon Moberger
Dans son article « Bullshit, Pseudoscience and Pseudophilosophy », le philosophe suédois Victor Moberger définit la pseudo-philosophie comme du bullshit avec des prétentions philosophiques. Selon Moberger, bullshitter revient à tenir des propos sans se soucier de leur vérité ou de leur fausseté. Le bullshit est donc, selon lui comme selon Harry Frankfurt dont il s'inspire explicitement, le produit d’une indifférence à la vérité. Moberger définit l’indifférence à la vérité comme ne pas être consciencieux intellectuellement. Le bullshit est considéré comme le produit d'une attitude selon laquelle nous ne sommes pas suffisamment consciencieux intellectuellement. Autrement dit, le bullshit est le produit d'un manque de rigueur intellectuelle, ainsi que d’honnêteté et d'humilité épistémiques. Cette attitude selon laquelle nous ne sommes pas consciencieux épistémiquement se révèle par une plus grande attention accordée à ce qui est intéressant plutôt qu’à ce qui est vrai. Quant aux prétentions philosophiques, Moberger en donne deux significations possibles. D’une part, cela signifierait de se prononcer sur un sujet philosophique. D’autre part, de présenter nos propos comme étant de la philosophie.
Moberger distingue deux types de pseudo-philosophie : d’une part, la pseudo-philosophie obscurantiste. Celle-ci proliférerait dans les sciences humaines et sociales. Faire de la pseudo-philosophie obscurantiste consisterait à parler de méthode scientifique, d’objectivité et de vérité, sans formuler ou répondre à des arguments, et sans être conscient des distinctions faites dans ces arguments. D’autre part, il y aurait la pseudo-philosophie scientiste. Les scientifiques ou écrivains avec une formation scientifiques mélangeant des concepts et ont des préjugés implicites empiriques quant à l’épistémologie, la métaphysique et la philosophie du langage, pourraient être coupables de faire de la pseudo-philosophie scientiste.

## Légitimité de la notion
Il n'y a pas de pseudo-philosophie au sens où « la » pseudo-philosophie aurait une unité doctrinale ou des pratiques communes précises. C'est plutôt l'utilisation du terme à l'encontre de certaines théories qui donne un contenu à cette notion. Toute entreprise se voulant philosophique pouvant être accusée d'être pseudo-philosophique, chercher à définir la pseudo-philosophie en elle-même semble illusoire.
La notion n'est toutefois pas dépourvue d'intérêt : au cas par cas, elle montre des oppositions dans les conceptions de la philosophie. En effet, accuser une théorie d'être pseudo-philosophique suppose en amont une conception de la philosophie permettant de distinguer philosophie et pseudo-philosophie.
À partir de cela on peut dresser un portrait des théories accusées d'être de la pseudo-philosophie et de leurs accusateurs.

## Courants accusés de faire de la pseudo-philosophie

### Les sophistes selon Platon
Dans les dialogues de Platon, en particulier le Protagoras, Socrate met à mal les sophistes, qui se vantent de convaincre de ce qu'on voudra par des méthodes rhétoriques, c'est-à-dire utilisant des effets de discours. Par opposition, Platon présente Socrate comme permettant de trouver un chemin vers la vérité par sa méthode maïeutique, où l'on progresse de proche en proche à petits pas, en s'assurant du consensus des deux parties. Il faut remarquer toutefois que seul Socrate revendique de faire de la philosophie; les sophistes, groupe d'ailleurs très hétérogène, prétendent faire autre chose, et en particulier enseigner des techniques de discours.

### Philosophes à vendre
Lucien naît en 125, sous le règne d’Hadrien (117-138), à Samosate, ville de Syrie romanisée située sur l’Euphrate. Il vit une époque profondément philhellène et Lucien écrira dans une langue attique des plus pures. Les lettres et les arts s’épanouissent ; la rhétorique connaît un renouveau désigné sous le nom de Seconde Sophistique : c’est Philostrate qui emploie cette expression pour la première fois, par référence à la première manifestation de la Sophistique au milieu du Ve siècle av. J.-C. (Protagoras, Gorgias, Prodicos, Hippias, etc.). À l’époque de la Seconde Sophistique, l’influence des sophistes concurrence fortement la culture philhellène. Lucien, en écrivant Philosophes à vendre y voit une occasion de railler les prétendus « philosophes » en mettant en scène les représentants des principales écoles philosophiques de la Grèce antique dont ils s’inspirent. Dans Les philosophes à vendre, Lucien s’évertue à présenter ces personnages dans un cadre de vente aux enchères d’esclaves. Ces esclaves sont justement les philosophes, parmi eux Pythagore, Épicure, Socrate et d’autres, qui chercheront à régler leurs comptes avec Lucien. C’est l’occasion pour Lucien de brosser un réel panorama de toute la philosophie antique, de ses spécificités et caractéristiques. Pour stigmatiser les pseudo-philosophes, l’auteur a recours à de nombreuses comparaisons animales : « ils sont plus prompts à la colère que les roquets, plus lâches que les lièvres, plus flatteurs que les singes, plus libidineux que les ânes, plus voleurs que les chats, plus querelleurs que les coqs. » De tout ce bestiaire si pittoresque, on pourrait au moins retenir l’idée que ces gens qui singent les philosophes ne sont pas des hommes dignes de ce nom.
Cette comédie est une véritable délectation pour qui veut bien reconnaître que la philosophie n’est pas l’activité suprême, parfaite, absolue et exempte de toute critique. Renan parlait ainsi à propos de Lucien : « L’homme étant incapable de résoudre sérieusement aucun des problèmes métaphysiques qu’il a l’imprudence de soulever, que doit faire le sage au milieu de la guerre des systèmes ? S’abstenir, sourire, prêcher la tolérance, l’humanité, la bienfaisance sans prétention, la gaieté. »[réf. nécessaire]
Lucien a aussi écrit Le pêcheur ou Les ressuscités, qui est en fait antérieur à Philosophes à vendre, et dont l’histoire se poursuit justement dans ce dernier ouvrage.

### Descartes et la scolastique
Descartes s'est aussi élevé contre la suffisance des penseurs qualifiés ici de « scolastiques ». Dans toute son œuvre transparait cette raillerie des philosophes qui s'estiment supérieurs par le simple fait qu'ils ont étudié une somme importante d'ouvrages philosophiques. « La recherche de la Vérité par la lumière naturelle », inédit du vivant de l'auteur, est un dialogue qui constitue une éblouissante miniature du cartésianisme, remettant en cause nombre de préjugés bien établis parmi ceux dont la prétendue supériorité repose sur leur parcours scolaire.
Ce dialogue dévoile trois personnages : Epistemon (qui « sait exactement tout ce qui se peut apprendre dans les écoles »), Poliandre (qui, lui, « n'a jamais étudié ») et enfin Eudoxe (« un homme de médiocre esprit mais duquel le jugement n'est perverti par aucune fausse créance, et qui possède toute la raison selon la pureté de sa nature », peut-être Descartes lui-même.)
Le conflit qui naît alors de la confrontation des certitudes et des objections de l'autre alerte la faculté de penser et enjoint au lecteur de se résoudre à l'épreuve nécessaire du doute, lequel commence par disqualifier les connaissances philosophiques et autres jusque-là admises.

## Citations
« Il n'y a point de meilleur moyen pour mettre en vogue ou pour défendre des doctrines étranges et absurdes, que de les munir d'une légion de mots obscurs, douteux et indéterminés. »  (John Locke)
« Nous vivons une époque où, en philosophie et dans la pensée en général, l'imagination prétend de plus en plus détenir et même détenir seule le pouvoir législatif lui-même et ne traite plus la raison que comme une simple exécutante de ses volontés. »   (Jacques Bouveresse).
« S'il y a parmi mes lecteurs des jeunes femmes et des jeunes gens qui aspirent à devenir dans le domaine de la pensée les chefs de file de leur génération, j'espère qu'ils éviteront certaines erreurs dans lesquelles je suis tombé dans ma jeunesse, faute de bons conseils. Quand je désirais former une opinion sur un sujet, je l'étudiais, pesais les arguments selon plusieurs points de vue, et j'essayais de parvenir à une conclusion mesurée. J'ai depuis découvert que ce n'est pas la bonne manière de s'y prendre. Un homme de génie connaît tout cela sans avoir besoin de l'étudier ; ses avis font autorité, et dépendent pour leur pouvoir de persuasion d'un style littéraire plutôt que d'arguments. Il est nécessaire d'être unilatéral, puisque cela facilite l'impétuosité qui est estimée comme une preuve de force. Il est essentiel de faire appel aux préjugés et aux passions dont les hommes avaient commencé de se sentir honteux, et de le faire au nom de quelque nouvelle morale indicible. Il est bon de dénigrer les esprits lents et procéduriers qui exigent une preuve dans le but de parvenir à des conclusions. Par-dessus tout, tout ce qui est très ancien devra être détruit comme la dernière des choses ».[réf. nécessaire] (Bertrand Russell)